# Isola Inexpressible
L'isola Inexpressible (in inglese Inexpressible Island) è un'isola della baia Terra Nova nella terra della Regina Vittoria, Dipendenza di Ross, in Antartide.
Localizzata ad una latitudine di 74° 54′ S ed una longitudine di 163° 39′ E, si estende per circa 3 km formando la costa occidentale dell'insenatura Evans.
Esplorata per la prima volta da Victor Campbell e dagli altri uomini del Northern Party della spedizione Terra Nova nel 1911, venne ribattezzata con il nome attuale (isola indicibile) durante l'inverno del 1912, quando il Northern Party fu costretto a sostarvi in condizioni disagiate.

## Conservazione
L'isola ospita una delle più numerose colonie di pinguini di Adelia (Pygoscelis adeliae) ed è anche un importante sito di riproduzione dello stercorario di McCormick (Stercorarius maccormicki).
L'area è stata designata come Area Specialmente Protetta dell'Antartide (codice ASPA 178) e come Important Bird Area (IBA).